# Bernard Pretwicz
Bernard Pretwicz (en allemand : Bernhard von Prittwitz, aussi appelé Bernard Pretficz, Bernard Pretwic, Bernardus Pretwitz, Prethwicz), né en 1500 en Silésie – mort en 1563 à Trembovla, surnommé la Terreur des Tatars, officier silésien au service du roi de Pologne, staroste de Ulanów en Petite-Pologne, Bar (1550-1552) et Trembovla (1552-1561) en Podolie, un des premiers organisateurs des Cosaques d'Ukraine.
Bernard Pretwicz commence sa carrière militaire en tant que simple soldat dans les troupes de la défense des confins. Son engagement est noté dans les registres dès 1531 ; il participe à ce titre à la bataille d'Obertyn. Il devint officier en 1535. Le pacha de la région turque de la mer Noire se plaint au roi de Pologne des agissements de cette défense déjà active. Bernard Pretwicz est affecté dans la forteresse de Bar, construite en 1540, dont il devint le châtelain. La bataille la plus célèbre du staroste sera la victoire de Vinnitsa en 1541 au cours de laquelle le vainqueur poursuivit les vaincus jusqu'à la mer Noire. Comme les Tatars parvinrent malgré tout en partie à lui échapper, embarquant les prisonniers pour les vendre comme esclaves, il se vengea en dévastant les domaines tatares autour d'Otchakov sans toutefois parvenir à prendre la forteresse turque. 

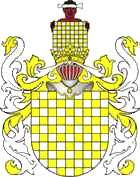
Blason du clan pol. Wczele

En tant que staroste des confins de la Pologne, Bernard Pretwicz avait pour mission essentielle de protéger la Podolie des expéditions tatares qui dévastaient pratiquement chaque année la région. Avec les revenus de la starostie, il parvenait à entretenir une troupe régulière pour défendre la province contre les attaques tatares. Les ressources de la starostie étant insuffisantes, il engageait beaucoup de Cosaques qui se rémunéraient souvent en pillant les terres du sultan, leur fournissant quelquefois armes et vêtements. La solde d'un Cosaque était de toute façon deux fois moins élevée que celle d'un archer à cheval. Les autres starostes des confins Fiodor Sanguszko, staroste de Bratslav et de Vinnitsa sur le Boug, et Dimitri Wiśniowiecki, staroste de Kaniv et de Tcherkassy sur le Dniepr en faisaient de même.
La légende affirme que Bernard Pretwicz batailla à 70 reprises contre les Tatars, toujours victorieusement. Son nom passa en dicton : « Après Mr Pretfitch, la frontière est libérée des Tatars. »

## Sources
- Marek Plewczyński, Zołnierz jazdy obrony potoczniej za panowania Zygmunta Augusta, (Le soldat de la cavalerie de la défense des frontières sous le règne de Zygmunt August) PWN 1985

- Notices d'autorité :   - VIAF
  - ISNI
  - GND
  - Pologne